# Yellowknife Airport
Yellowknife Airport (franska: Aéroport de Yellowknife) är en flygplats i Kanada. Den ligger i den centrala delen av landet, 3 100 km nordväst om huvudstaden Ottawa. Yellowknife Airport ligger 205 meter över havet.
Terrängen runt Yellowknife Airport är platt.Närmaste större samhälle är Yellowknife, 4,6 km öster om Yellowknife Airport. 
Trakten runt Yellowknife Airport består i huvudsak av gräsmarker. Runt Yellowknife Airport är det ganska tätbefolkat, med 134 invånare per kvadratkilometer.